# Kasteel Tetrode

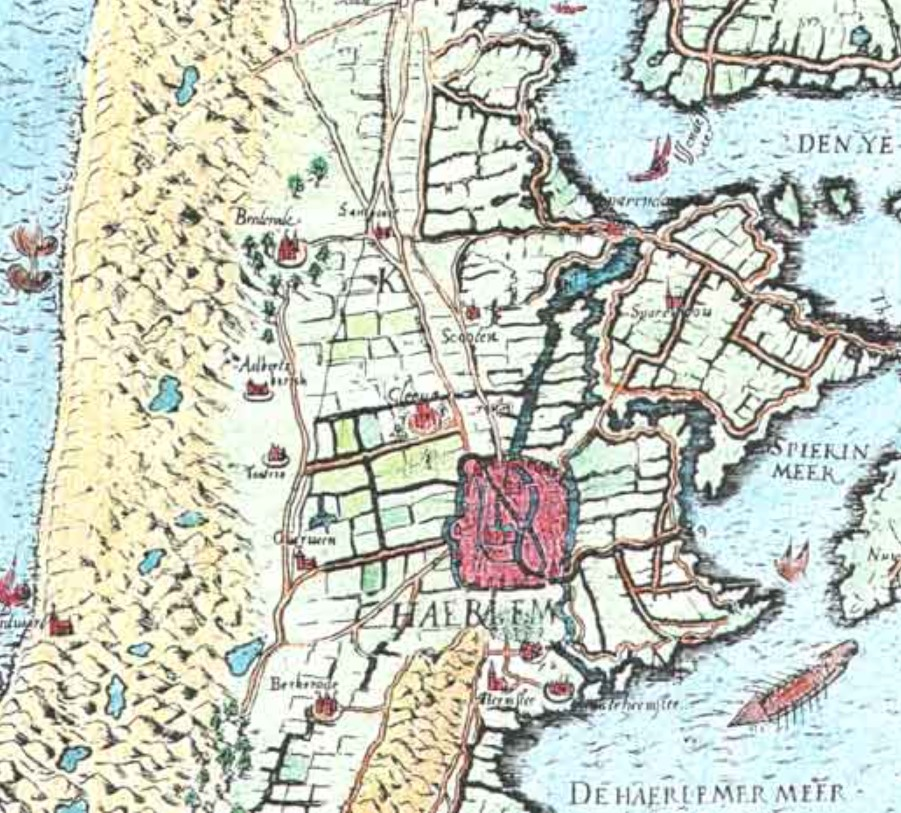
"Teetero" links van Haarlem tegen de duinen aan. Fragment uit een kaart van Noord-Holland uit 1575 van Joost Jansz. Bilhamer.

Kasteel Tetrode is een kasteel, jachtslot, of hofstede dat ooit in de ambachtsheerlijkheid Tetterode gestaan zou hebben. Deze voormalige heerlijkheid bevond zich aan de duinrand ten westen van Haarlem en behoorde oorspronkelijk aan de adellijke familie Tetrode toe. Het kasteel is mogelijk in 1268 gedurende de Kennemer opstand vernield.
De heerlijkheid en toebehoren was vanaf de 15e eeuw in handen van de adellijke familie Van Brederode. Het werd, mogelijk met het kasteel als symbool, als Teetero vermeld op een landkaart uit 1575. Of dat het kasteel toen nog bestond, is echter hoogst onzeker: de locatie wordt in de literatuur slechts als heerlijkheid genoemd.

## Locatie
De exacte locatie van kasteel Tetrode is nooit achterhaald, maar het zou gelegen hebben in de voormalige heerlijkheid Tetterode, het gebied tussen Overveen, Bloemendaal en Vogelenzang, tegen de duinen ten zuiden van de kastelen Brederode en Aelbrechtsberg (Bloemendaal).
Landgoed Elswout wordt genoemd als mogelijke locatie waar ooit het kasteel gestaan zou hebben. Een andere mogelijke locatie is het verlengde van de Haarlemse Zijlweg in de duinen. Hofdijk opperde dat het "over de venen" aan de weg naar Zandvoort lag en Craandijk vermoedde dat het kasteel nabij de "Bloemendaalschen straatweg" moet worden gezocht.

## Geschiedenis
Vrouwe Tetta of Thetburga, de vrouw van graaf Sicco van Holland, bewoonde rond het jaar 1000 in het gebied een hoeve, een verdedigbare boerderij. Mogelijk dat het eerste deel van de naam Tetterode naar haar verwijst. Later vestigde Ysbrant Willemszoon van der Laen zich in Tetrode en nam hij de naam Van Tetrode aan. Benamingen eindigend met "rode" verwezen naar het kappen of rooien van bomen. De naam Tetterode of Tetrode dateert waarschijnlijk uit de 13e eeuw, toen het bosgebied rond Bloemendaal ontgonnen werd. Als kasteel Tetrode bestaan werkelijk heeft, is het mogelijk in deze periode gebouwd. Heel lang zou het dan niet bestaan hebben want mogelijk werd het in 1268 gedurende de Kennemer opstand vernield.
Het gebied Tetrode was een nederzetting met boerderijen, een kapelletje en een rechthuis. Het had de status van een dorpje, een buurtschap, een banne, en een ambachtsheerlijkheid dat in de periode van de 14e eeuw tot aan 1679 toebehoorde aan Huis Brederode.

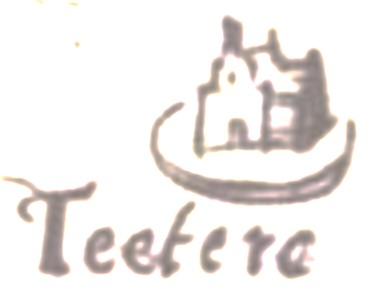
Teetero zoals afgebeeld op de kaart van 1575.

De landkaart van Noord-Holland uit 1575, opgetekend door Joost Jansz. Bilhamer, toont “Teetero”, een kasteelachtig gebouw: mogelijk was dit een weergave van een nederzetting met het belangrijkste gebouw als symbolisch herkenningspunt. Het gebied bleef tot 1679 in handen van de Brederoders, waarna het geslacht uitstierf. Haarlem kocht het in 1722 op. Andries Schoemaker beschreef in 1732 het gebied als “Tetroede” of “Tetrode”, een heerlijkheid gelegen buiten Haarlem, ten westen van de Leidsche vaart aan Duin dat zich tot na Vogelzang strekte. Na de Bataafse Revolutie, in 1795, werd het systeem van heerlijkheden afgeschaft en ging Tetero door als normale nederzetting.
W.J. Hofdijk maakte in Kennemerland. Balladen (1850) ook nog melding van kasteel Tetrode. Hij schreef:
Aelbrechts-bergh en Tetrode zijn thands algemeen bekend onder den naam van Bloemendael en Overveen. Met byvoeging van de Vogelenzang maken zy nu de Gemeente Bloemendaal-Tetrode-Aalbertsberg-en-de Vogelenzang uit. Van de oude geschiedenis dezer plaats schijnt niets bekend. De weinige gebouwen, in de duinwildernis naby het Graaflyk lustslot Aelbrechts-berg, of aan de overzij der Haerlemmer venen en broeklanden neergeslagen, zullen eerst langsaam by toenemende ontginning van den woesten bodem vermeerderd zijn, en, met de omwoners van het reeds vroeg verwoeste kasteel der Tetrodes verenigd, laterhand eene gemeente hebben beginnen uit te maken.
Hoewel het gebied Tetrode in de geschiedenisboeken is opgenomen, blijft de vraag of het kasteel (of jachtslot) Tetrode werkelijk bestaan heeft een mysterie: zijn de restanten onder het verstuivende duinzand verdwenen, of is het een hersenspinsel van enkele historici?
Adrichem · Aelbrechtsberg · Akersloot · Amstel · Amsterdam · Assendelft · Assumburg · Banjaert · Beeckestijn · Berkenrode · Boekel · Bollenhofstede · Ten Bosch · Brederode · Caprera · Ter Coulster · Cranenbroek · Dampegeest · Eenigenburch · Egmond · Heemstede · Hilversum · Ilpenstein · Jan Aernts woninge van Bennebroek · Keggenrode · Ter Kleef · Kostverloren · Kronenburg · Marquette · Merestein · Middelburg · Muiderslot · Nederhorst · Nieuwburg · Nuwendoorn · Oud Haerlem · De Park · Poelenburg · Purmersteijn · Radboud · Huis te Ramp · Reewijk/Rietwijk · Rolland · Ruysdael · Schagen · Huis te Schoten · Sparenwoude · Te Spijk · Swanenburch · Sypesteyn · Tetrode · Teylingerbosch · Torenburg · Velsen · De Vlotter · Vogelenzang · Ter Wijc · Wijdenes · Ypestein · Te Zaanen